# 국제수지

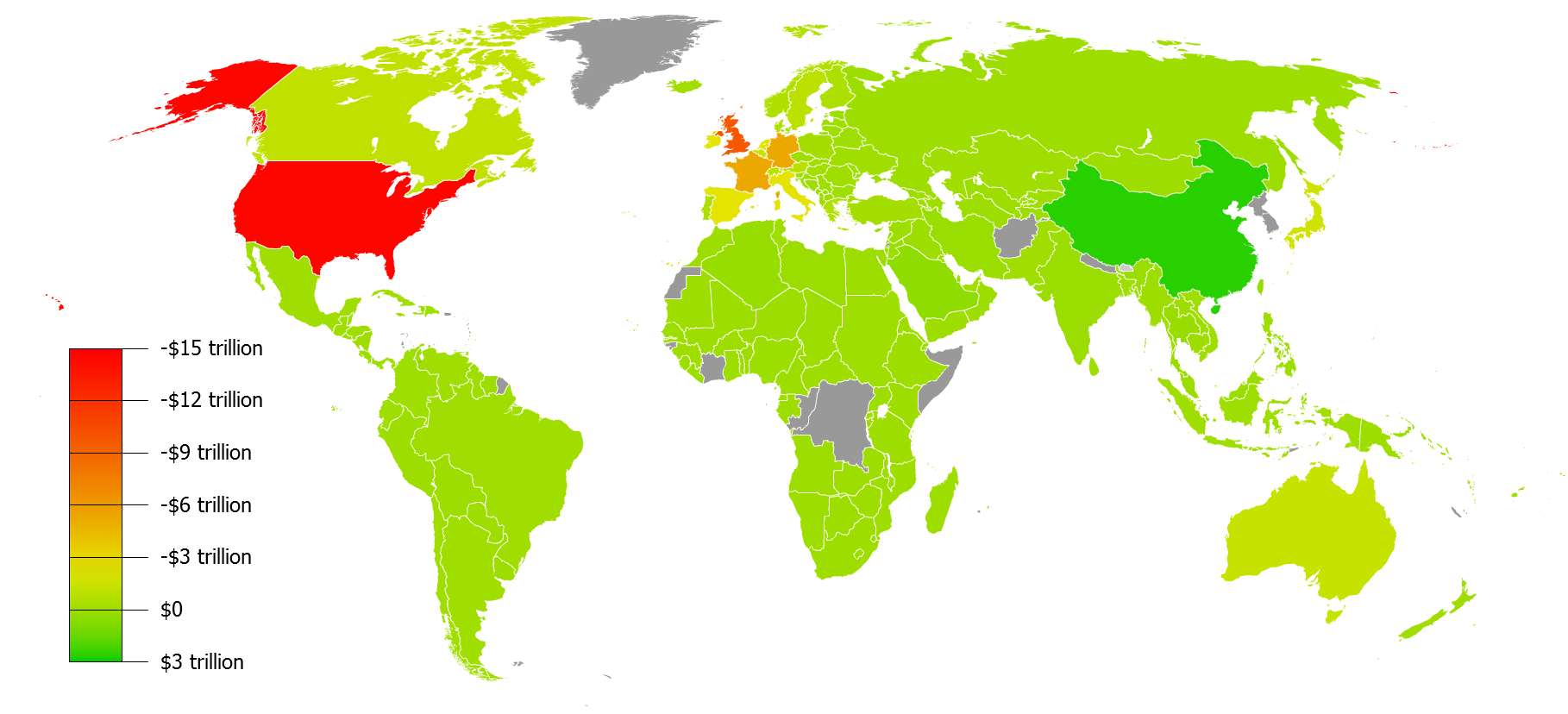

국제수지(國際收支, 영어: balance of payments)는 일정 기간에 한 나라의 거주자와 비거주자 사이에 발생한 모든 경제적 거래를 종합적으로 기록한 통계로서 대외경제거래재(서비스, 소득의 거래, 대외자산)를 기록한 것이다.
국제간에 있어서의 경제 거래의 결과 화폐가 이동한다. 지급의 흐름(지급 계정)과 수취의 흐름(수취 계정)이 그것이다. 이 두가지 흐름을 어떤 일정 기간―보통은 1년―에 걸쳐 종합적으로 기록한 것이 국제수지표이다. 따라서 국제수지는 국제 거래의 화폐적 측면에서 착안한 것이며 또 그것은 일정 기간의 유동성을 문제 삼은 것으로 국제대차와는 다르다. 후자는 대차 대조표처럼 어느 일정 시점을 문제로 한 것이며, 일정 시점에서 나라와 나라 사이에 존재하는 채권 채무의 현 재고로서의 스톡을 나타낸 것이다. 그런데 국제수지의 내용은 대별하여 경상 계정(또는 소득 계정)과 자본 계정으로 나뉜다.
경상 계정 속에는 상품 수출입, 해운·보험·여행·관광 등 서비스의 이전, 송금·증여(贈與) 등 일방적 지불이 들어가고, 자본 계정 속에는 장기 자본 이동, 단기 자본 이동 및 금(金)의 이동이 포함된다. 경상 계정은 재(財)와 서비스의 수출입과 증여에 대해서 자국에 유입되는 수취액을 좌측란에, 지급액을 우측란에 총거래액으로 기록하는데, 자본 계정은 경상 거래에 의해 야기된 대외채권 채무의 변화와 화폐용 금의 이동을 나타낸다. 다만 대외채권 채무의 변화는 자산 부채의 순 증감액으로 표시된다. 경상 계정의 잔고와 자본 계정의 잔고는 복식 부기의 원리에 따라 일치한다.

## 설명
국제 거래 중, 상품 무역(눈에 보이는 무역)이 중요한 위치를 차지하고 있다는 사정도 있어서 중상주의(重商主義) 이래 무역 수지와 무역외 수지로 나누는 습관이 있는데, 이론적으로는 경상 계정과 자본 계정으로 나누어야 한다. IMF의 표준 형식이 이 방식을 채택하고 있는 것은 이 때문이며 대한민국에서도 IMF 표준 형식을 채택하고 있다. 국제수지표의 좌변의 합계와 우변의 합계는 항등적으로 같고 국제수지는 사후적·형식적으로는 반드시 균형을 취한다. 또한 국제수지의 순조(順調)나 역조(逆調)라 할 경우에는 경상 계정의 수지에 대해서 말하는 것으로서 일반적으로 국제수지가 불균형하게 되었다든가 혹은 적자가 되었다고 할 경우는 경상 계정을 가리키고 있는 것이다.
이것을 설명하기 위하여 국제수지에 관하여 자발적(自發的) 항목과 유발적(誘發的) 항목이란 개념이 있다. 자발적 항목이란 그 결정이 국제수지의 다른 항목에 의존하지 않는 것이며 유발적 항목은 국제수지의 다른 항목의 변동에 의해서 야기된다. 유발적 항목은 다른 항목의 변동에 의하여 생긴 국제수지의 갭을 메우는 역할을 하고 있으므로 조정 항목이라고도 불린다.
예컨대 상품무역에 의하여 수입 초과를 낳아서 경상 계정에 적자를 낸 경우 그것은 자발적 항목이지만, 이에 대하여 금의 이동으로 결제하든가 혹은 외화 준비의 감소로 메우거나 또는 그 적자의 부분만큼 외국으로부터 차입(借入)한 경우나 단기 자본의 유입이 있는 경우는 경상수지를 균형시키기 위해 생긴 것이기 때문에 유발적 항목이 된다. 따라서 실질적인 의미에서의 국제수지의 균형이란 유발적 항목에 의한 조정을 필요로 하지 않는 상태인 것이다.
국제수지 균형의 현실적 목표로서는 금과 외화 준비, 단기자본의 두 움직임에 주목하는 것이 보통이다. 이미 언급한 바와 같이 자본 계정에는 외국으로부터의 차입 혹은 대부, 이전에 이루어진 대차의 반제(返濟) 및 투자거래가 기록된다. 자본 거래는 그 기간의 길이에 따라 장기와 단기로 분류되는데 일반적으로 기한을 정하지 않은 것(예를 들면 주식), 또는 기한이 12개월을 넘는 것, 단기 투자로서 상환 기간을 넘긴 것을 장기자본으로 취급한다.
이미 언급한 바와 같이 국제수지표는 일국의 대외 관계거래의 양상을 나타낸 것이나 현실의 국제수지가 항상 그 나라의 국제수지의 양상을 나타낸다고는 한정할 수 없다. 왜냐하면 그대로 방임해 두면 큰 적자를 내는 경우에도 수입을 제한하거나 환을 관리해서 국제수지가 기울어져도 균형을 맞추는 일이 가능하기 때문이다. 따라서 이러한 인위적인 조치는 가령 균형이 유지된다고 해도 참된 국제수지는 균형에서 벗어나 있다고 보지 않으면 안 되며 그 의미로는 국제수지를 목표로 하여 국내의 경제정책을 입안할 경우에는 현실적인 수지 외에 가능성 있는 수지를 기준으로 하지 않으면 안 된다. 정부에 의한 인위적인 조치로서는 이상과 같은 환 관리·무역 통제 외에 관세 정책이 있는데, 또 특수(特需)나 원자재의 재고 등의 움직임에 대해서도 고려할 필요가 있다.
제2차 세계대전 후의 세계경제의 역사는 국제수지 문제를 중심으로 전개되어 왔다고 해도 과언은 아니다. 대부분의 나라가 국제수지의 순환적 불균형에 봉착했으며 이 점에 대해서는 한국도 예외는 아니다. 나라에 따라 어느 정도의 차이는 있으나 이와 같이 국제수지 문제가 세계적 규모로 문제가 된 것은 전후 약 10년 동안에 걸친 회복 기간에 있어서의 달러 부족과, 그 후 오늘까지의 달러 불안이 있었기 때문이다. 그것은 제2차대전에 의하여 세계 경제의 구조 변동이 컸던 것과 이러한 변화된 국제 환경에 적응함에 어느 정도 시간이 걸렸기 때문이며, 또 전쟁의 유산으로서 국제 결제의 용구인 금이나 외화준비가 특히 미국에 편재(偏在)되었기 때문이다. 따라서 수지 균형을 실현하기 위해서 국내 경제의 희생을 수반하는 조정이나 원조를 바라는 방법에 의존하지 않을 수 없게 되었으며 더욱 미·소의 대립이 이러한 문제를 더욱 일그러지게 했다고 할 수 있다.

## 국제수지의 조정 기구
국제수지의 불균형을 조정하기 위한 정책은, 여러 나라가 어떠한 외환제도를 채택하느냐에 따라서 타입을 달리 한다. 외환 제도에는 자유 변동환율(自由變動換率) 제도와 안정환율(安定換率) 제도가 있는데, 전자는 국제수지의 불균형을 환 시세의 자유로운 변동을 통하여 조정하고 후자는 환 시세를 고정화하거나 혹은 안정화시키는 것을 원칙으로 하여 국제수지의 불균형에 대해서는 일시적으로는 국제통화 준비에 의하여 대처하고, 그 사이에 소득이나 가격의 변화를 통하여 균형화를 도모하려는 제도이다. 금본위 제도나 오늘날의 브레튼우즈 기구는 안정환율 제도의 대표적인 것이다.
국제수지의 조정은 전체로서 취급해야 할 것이지만, 이것을 경상계정과 자본계정으로 대별하여 먼저 경상계정에 대해서 말하면 다음의 네 가지 방법을 생각할 수 있다.
가격적 조정
이것은 금본위 제도의 게임의 룰에 대한 전면적 신뢰 위에 선 것이다. A·B 두 나라의 경우를 생각해 보자. A국이 수취 초과(受取超過)이면 금이 B국으로부터 A국에 유출되어 그 결과 A국의 물가는 등귀하고 B국의 물가는 하락한다. 이리하여 A국의 국내 물가는 상대적으로 오르므로 B국으로의 수출이 감소하고, B국으로부터의 수입이 증대한다. 반대로 B국에서는 수출이 증대하고, 수입이 감소한다. 따라서 금의 유출입(流出入)이 계속되어 금본위의 게임의 룰이 지켜지고 있는 한, 국제수지의 균형이 회복되게 된다. 그러므로 이 경우에는 환 시세의 변동이 국제수지를 조정한 셈이어서 신축적인 환 시세가 전망되었다. 금본위제하에서 환 시세는 금 수출입점의 사이에 안정되어 있으므로 이 정책이 채택되었으나, 지폐 본위제하에서는 금 수출입점과 같은 안정 요인은 존재하지 않으므로 환 시세는 무제한으로 변동한다. 그러므로 이 경우에 자유 환 시세를 허용하면 국제수지의 균형은 자동적으로 달성되겠지만, 그 대신 환 시세의 동요에 의하여 국내 경제는 끊임없이 불안한 채로 버려 두게 된다. 그러므로 금의 유입이 있어서 화폐 수량이 증가했다고 해도 이에 적응하여 국내의 생산량이 증대할 경우(불완전 고용의 경우)에는 즉시 이에 비례하여 물가수준을 인상하게 되지는 않는다. 여기서 가격에 의한 조정 방식이 갖는 하나의 한계가 있다. 그리고 환 시세가 가령 변동했다고 해도 그 변동률과 같은 비율로 수출입을 변동시킨다는 제한은 없다. 예컨대 환 시세를 1할 절하했다 해도 수출의 증대나 수입의 감소가 1할에 달하지 않을 경우에는 조정 효과가 그만큼 약해진다. 사실, 수입 수요의 가격탄력성 내지 수출 공급의 가격 탄력성은, 고전학파의 학자들이 생각하고 있는 만큼 큰 것이 아니고, 일반적으로 1이하라고 실증되어 있는 것이다.
소득의 조정
환 시세의 변동 내지는 국제적 상대 가격의 변동에 따른 조정 방식은 단지 유통면에서의 균형을 목표로 하는 것이었다. 그렇지만 환 시세가 일정한 경우에도 무역수지에 변동이 생기는 이상, 이 변동의 요인을 해명할 필요가 있다. 케인스 이론은 이 요인을 소득과 고용에서 찾았다. 즉 국제수지의 균형이 일국의 산업 구조나 고용 수준에 부여하는 상호 작용을 생각한다면 그 메커니즘은 다음과 같이 된다. 만일 A국이 B국으로부터 수입을 증가하여 그 결과 A국의 국제수지에 역조(逆調)가 생겼다고 하자. 물론 그 역조의 일부는 가격적 조정에 의하여 상쇄되는데, 만약 B국이 불완전 고용의 상태에 있다면 수출산업은 확대되고, B국의 고용과 소득이 증가하고, 그 확장은 마침내 B국의 A국에 대한 수입 수요를 유발하게 된다. 그 결과 A국의 최초의 시발적 수입 증가, 따라서 국제수지의 역조가 상쇄될 것이다. 이 메커니즘을 이론적으로 설명한 것이 수입 성향(輸入性向)과 무역승수의 이론이다. 요컨대 소득적 조정 방식은 투자와 수출의 비율과, 저축 성향과 수입 성향과의 비율의 두 관계에서 국제수지의 균형을 생각하려 한 것이다.
직접 통제에 의한 조정 방식
제1차세계대전 후의 경제적 국민주의의 대두와 함께 특히 현저해진 방식으로, 이에 속하는 것으로는 보호관세, 할당 및 수량 제한, 환 관리 등이 있다. 보호관세는 본래 국내산업을 보호·육성하는 역할을 하므로 수출의 신장에는 그리 큰 효과를 발휘하지 못한다. 오히려 대(對)수입 경쟁산업의 보호·육성에 소용되는 것이다. 따라서 국제수지의 조정 수단에는 어느 정도의 제약이 있다. 할당제는 할당되어야 할 물질이 부족할 경우에 시행되는 이상, 그 배분을 둘러싸고 격렬한 경쟁을 낳아서, 결국에는 가격의 등귀로 이끈다. 따라서 동시에 가격 통제를 하지 않는 한, 역진적(逆進的)인 효과를 낳게 된다. 그리고 할당을 받은 부문과 그렇지 못한 부문 사이에 수익률의 격차를 불러일으켜 결국에는 자원의 완전 이용을 방해하는 결과가 되기 쉽다. 그리고 할당제나 수량 제한은 감당할 수 없는 수입품(intractable imports)에 대하여 무력하므로, 국제수지의 역조를 극복할 수단으로는 불완전하다. 이상의 직접통제를 해도 충분한 화폐 준비, 즉 금 또는 외화준비가 없는 경우에는 장래의 환 절하를 예상하여 환의 투기가 이루어지기 쉽다. 환 통제나 환 관리가 출현한 것은 이 때문이다.
국제적 조정
소위 국제 경제의 구조적 불균형 내지 기초적 불균형에 기인하는 국제수지의 불균형상태를 조정하려고 하는 것이다. 예컨대 1948년 이래 실시되어 온 마셜플랜이나 포인트 포 계획 등이 그 선구적인 것이다. 또 다각적 결제제도로 국제적 조정 방식의 하나를 이룬다. 이것은 쌍무 협정이 무역의 축소를 초래하기 쉽기 때문에 이것을 극복하려는 것이다. 케인스에 의해 제창된 국제청산동맹(International Clearing Union)이 그 전형적인 것인데, 국제통화기금(IMF)이나 국제부흥개발은행(IBRD)은 이 견해의 발전된 것이라 간주할 수 있다. 그리고 자본 계정에 대하여서는 국제적인 단기자본의 이동이 각국의 이자율에 미치는 효과에 의하여 자기조정적인 작용을 갖는 것이며, 이것을 국제 유동적 메커니즘이라 부른다.

## 자본 이동
자본 이동이란 자본 용역(화폐적 구매력)의 국제간에 있어서의 일체의 이전 현상에 대하여 사용되는 용어이다. 일반적으로 자본 이동을 국제 투자와 같은 의미로 해석하는 경향이 있으나 자본 이동은 국제 투자보다 더욱 넓은 개념으로서, 국제 투자는 자본 이동의 주요 항목의 하나라고 보아야 한다. 그리고 자본의 국제적 이동이라 해도 그것은 일반적으로 자본재라든지 생산재라 불리는 실물 자본의 직접적인 유출입은 아니다. 물론 상품의 국제적 이동과 자본 용역의 국제적 이동 사이에는 상호 보완작용이 있어, 궁극적으로는 생산재나 소비재가 수출입되는 상품 무역으로 결실되지만(이 문제를 분석하고, 그 경제적 효과를 고찰한 것이 트랜스퍼 이론이다), 적어도 그 출발점에 있어서는 국제 유동성 준비(교환성이 보증되어 있는 주요한 외화나 금)가 양적으로 변동하는 형태로 나타나는 것이다. 이와 같은 화폐적 구매력의 국제적 이동은 대단히 다종다양한 항목으로 되어 있으나, 이동은 실행자(實行者)가 사적 개인 또는 사적 기관이냐, 혹은 국가 정부 또는 다른 공적 기관이냐에 따라서 사적 이동과 공적 이동으로 구별할 수 있다. 사적 이동은 이윤 동기를 기본으로 한 영리적 이동이므로 항상 고도의 수익성·안정성·유동성을 찾아 움직이고 있으며 이동 기간의 장단에 따라서 장기적 이동과 단기적 이동으로 나뉜다. 장기적 사적자본 이동이라 하는 것은 대체로 보통 사용되고 있는 민간의 국제 투자로서, 구체적인 형태로서는 외국의 공채나 사채 혹은 주식이나 기타 유가증권의 구입이라는 형태로 이동한다. 국제 투자는 출자자의 지배하에, 또는 경영 참여하에 있는 외국의 지점이나 자회사(子會社)에 대한 투자 형태로 이루어지는 직접적 투자와, 자산의 소유권이나 관리 운영의 실권은 없이 단지 이자나 배당금 등의 획득을 목적으로 행해지는 간접적 투자로 구별된다. 투자는 원리적으로는 자본의 한계효율과 이자율의 관계에 따라서 결정되므로, 국제 투자에 대해서는 자본 축적이 고도화한 저축 성향이 높은 선진적 고소득국에서, 자본 축적이 적고 저축 성향이 낮은 후진국 저소득국에 향하여, 자본의 관계효율과 이자율과의 국제차(國際差)를 찾아서 이루어지는 것이 일반적이다. 그러나 장기적인 투자는 국내적으로도 예상의 불확실성에서 오는 위험도가 높으므로 대외 투자에 대해서는 위험 부담을 포함한 투자 비용을 대폭적으로 상회하는 수익성이 요구되고, 그것이 허용되지 않는 경우는 유동성이 있는 조직화된 선진국의 금융시장으로, 후진국에서까지 자본이 유출되어 갈 가능성도 있는 셈이다. 다음으로 단기적 사적 자본 이동인데 이것은 국제수지의 경상 계정상의 차액을, 장기적 사적자본 이동과 공적자본 이동에 의하여 상쇄해도 아직 갭이 있을 때, 그것을 메우기 위한 것으로서 금과 같은 방향으로 움직이는 균형화적 조정 항목인 경우가 많다. 이것의 구체적인 내용으로는 외국 은행에의 예금, 외국 단기증권이나 은행 인수 어음, 혹은 외환 어음 등의 매입, 콜론(call loan) 등, 단기 이자율 혹은 할인율의 국제적인 전개에서 이익을 얻으려고 하는 투자적 색채가 강한 것, 환이나 국제 유가증권 혹은 거래소 상장(上場)의 국제 상품 등 시세의 변동에 따라서 생기는 이익의 마진을 목적으로 움직이는 투기적 색채가 높은 것, 내외의 정치적·사회적·경제적인 여러 가지 불안 등의 사유(事由)로 가치 상실의 위험이 예상될 경우에 그것을 회피하려고 움직이는 핫머니(hot money)나 자본 도피 등을 들 수 있다. 이상과 같이 사적자본 이동은 그것이 장기적이든 단기적이든 주체자신으로서의 수익성·안정성을 찾아 움직이는 것이므로, 후진지역의 경제 개발과 같은 장기의 불확실한 국제 투자라든지, 각종 해외 원조 등과 같은 상업 베이스에 편승하기 어려운 것에 대해서는 적용되지 않는다. 여기에 공적자본 이동이 요구되는 이유가 있다. 공적 이동은 사적 이동을 유발시키는 조건에 들어 있는 지역이나 산업에 대해 여러 가지의 동기를 가진, 보다 차원이 높은 세계 경제적인 관점에서 실시된다. 그 구체적인 형태로서는 정치적·경제적·군사적·인도주의적인 각종 대외 원조나 정치적 차관(일반적으로 구속 대부라 불리고 있는 것) 등이 있으며, 또한 정치적 증여(贈與)나 전쟁 배상금의 수수(授受)와 같은 일방적인 가치 이전 케이스도 포함된다. 제2차대전 후에 국제 자본의 이동은 사적자본 이동에서 공적자본 이동으로 그 비중이 옮겨지고 있다는 점, 사적 투자 중 간접적 투자에서 직접적 투자로 그 구성 내용이 변해지고 있고 특히 미국으로부터 사적 직접 투자가 압도적으로 크다는 점, 전후에 일시적으로 대단히 많았던 라틴아메리카로의 석유 투자가 차차 감소, 최근에는 캐나다나 서유럽에서 중화학(重化學) 공업을 중심으로 국제 투자가 증대하고 있는 점 등에 그 특징이 있는 듯하다.

## 외자 도입
외자 도입이란 국제간에 있어서의 화폐 자본의 이동 현상을 유입국의 입장에서 본 경우의 표현으로, 이것을 화폐 자본이 유출된 나라의 입장에서 보면 자본 수출이 된다. 국제간에 이동하는 외자는 여러 가지의 항목으로 구성되어 있는데, 이동 기간의 장단에 의하여 장기 외자와 단기 외자로 구별되며 이동행위의 주체가 개인 또는 사적 기관이냐, 정부 또는 다른 공적 기관이냐에 따라서, 사적 외자와 공적 외자로 구별된다. 그러나 일반적으로 외자 도입이라 할 때에는 산업투자 자본적인 색채가 강한 장기의 사적자본의 도입, 결국 장기의 민간 국제투자를 의미하고 있는 경우가 많다. 장기의 사적 외자를 구성하는 구체적인 항목으로는 기술 외자와 자금 외자가 있는데, 자금 외자는 증권 투자와 대부금 투자, 공사채 투자의 세 가지로 되어 있다. 그리고 증권 투자는 다시 주식 투자, 내경영 참가(內徑營參加), 수익 증권의 세 세목으로 나뉜다. 이 각 항목 중, 기술 외자와 대부금 투자 및 증권 투자 중의 내경영 참가의 세 가지는 직접적 투자이며, 공사채 투자와 증권 투자 항목 중 주식 및 수익 증권의 세 가지는 간접적 투자이다. 전자는 출자의 자산 소유권이나 경영 참가권 아래에 있는 외국의 지점이나 계열 회사에 대한 투자이며, 후자는 관리 운영의 실권을 갖지 않는 주권 소유나 확정이부증권(確定利附證券) 등의 취득으로서의 투자이다. 장기의 사적 외자에 대하여 단기의 사적 외자는 국제수지의 다른 항목에 생기는 변동에 수반하여 유발되는 균형화 조정 항목으로서의 각종 자본의 유입과, 이동 행위 주체의 자발적인 판단에 따라서 이루어지는 금융 유통적인 자본 유입으로 되며, 단기 외자로 최근 특히 주목을 받고 있는 것은 유러달러와 유산스 차입이다. 그리고 공적 외자로서는 정부 차관, 수출입 은행의 직접 대부, 국제통화기금이나 세계은행 등의 국제금융 기관에서의 차입, 각종 대외 원조에 따른 자본 유입 등을 들 수 있다. 국제간에 외국 자본이 이동하는 것은, 한편에 자본 축적이 고도화한 자본 과잉국이 있고 다른 한편에 자본 축적수준이 낮은 자본 부족국이 있어, 전자와 후자간에 자본의 한계효율과 이자율에 국제적인 격차가 존재하고 있기 때문이다. 따라서 일반적으로는 소득 수준이 높은 선진국에서 소득 수준이 낮은 후진국으로 화폐 자본이 유입하게 된다. 그러나 후진국은 국내 시장의 협애성(狹隘性)이나 금융 시장의 미발달(未發達), 혹은 정치적·사회적 불안 등 때문에 원금(元金)의 안정성이나 예상 수익의 확실성에 대하여 불신의 생각이 들 가능성이 크고, 특히 외자의 가장 전형적인 것인 장기의 사적자본은 이동이 어려워, 완전성이나 유동성을 구하여 오히려 선진국 상호간에 이동할 경우가 많은 듯하다. 따라서 자본 부족으로 고민하는 후진국에서는 외자가 용이하게 유입되도록 하기 위한 여러 가지 방책을 강구하여 외자의 유인에 힘쓰려 한다. 여기에 도입이란 언어가 사용되는 이유가 있다. 제2차대전 후의 국제자본 이동은 사적자본의 이동에 대한 공적자본 이동의 비율이 현저하게 증대한 점, 전전(戰前)에 큰 비중을 차지하고 있던 간접적 투자가 대폭적으로 감소한 점, 미국에서의 직접적 투자가 압도적으로 크게 된 점 등에 특색이 있다. 이것은 영국이나 다른 서유럽 선진제국이 전쟁으로 인하여 그 생산 설비가 현저하게 파괴되어 그때까지의 자본 과잉국에서 자본 부족국으로 전화(轉化)되고 미국으로부터의 외자 도입에 크게 의존하고 있기 때문인데, 경제의 부흥이 이루어짐에 따라서 스위스, 벨기에, 영국, 네덜란드, 프랑스, 서독 등 각국도 점차 자본 수출국으로 전화되고 있다. 그런데, 최근 문제가 되고 있는 단기 외자에 유러달러가 있다. 유러달러라고 하는 것은 별칭 대륙 달러, 혹은 유럽 달러라고 불리며, 영국, 프랑스, 이탈리아, 스위스, 네덜란드 등 서구 제국이 런던의 은행에 예금하고 있는 달러 잔고를 말한다. 유러달러는 주로 달러 그대로 무역 금융에 사용되고 있으나, 일부는 국내 대부용으로서 자국 화폐로 전용(轉用)되거나 국제간의 금리 재정(裁定)에 사용되고 있다. 유러달러는 돌발적·투기적인 국제 단기자금의 이동 현상은 아니고, 어느 정도 안정된 자금이라 생각되고 있어 현재 대개 15억달러 정도가 런던을 중심으로 하여 유통되고 있다 한다. 이렇게 규모가 비교적 큰 금융시장이 1957년 이래 수년 동안에 급속도로 이루어진 이유는 경제부흥과 동시에 서유럽제국의 국제수지가 개선되어 다액의 달러 축적이 가능하게 된 점, 미국의 시장금리가 서유럽의 선진제국에 비하여 상당히 저율인 점, 서유럽제국에 있어서 환 자유화의 진행과 각국 통화의 교환성 회복에 따라 자금의 이동이 자유롭게 된 점, 공산권 제국이 보유하고 있는 미국 달러 잔고가 정치적인 이유에서 미국을 피하여 서유럽의 중립국으로 이동한 점 등이다.

## 적정 외화 보유량
국제수지는 일반적으로 경상 계정상의 차액이 장기의 사적·공적 자본이동에 의하여 상쇄되나, 여전히 갭이 있으면 조정 항목적인 단기의 자본 이동이 생겨 궁극적으로는 균형화될지라도 여러 가지의 교환 요인 때문에 연간을 통하여 가끔 일시적인 불균형에 빠진다. 예컨대 상반기에 수입이 집중적으로 이루어지고 하반기에 수출이 증대하는 계절적 변동에 기인한 불균형이든가, 여러 외국이나 자국에서 생기는 경기 변동으로 초래되는 순환적인 불균형이든가, 흉작 및 지진 등 예측할 수 없는 재해로 인한 긴급 수입에 따른 돌발적 불균형 등이다. 국제수지가 계속적으로는 말할 것도 없고 가령 일시적으로라도 불균형이 되면 국내의 경제활동 수준에 각종의 좋지 못한 영향을 주므로 그 영향을 국제금융의 레벨로 저지하여 국내 경제에까지 미치지 않도록 할 목적으로 외화나 금 등 국제 유동성 제1선 준비의 일정량을 보유하려는 방책이 채택된다. 따라서 이런 목적으로 보유되는 외화는 어느 만큼 있어야 적정한 것이냐가 문제이다. 외화는 많으면 많을수록 쿠션으로서 이용되는 양이 많아지므로 그만큼 큰 수지의 불균형 갭에 대처하게 된다. 그러나 외화는 수입 그 자체에 사용되어야 할 것이며 또 유리한 해외 투자의 기회가 있으면 그 기회를 잡아서 수익을 올리는 편이 그 나라의 경제로서는 바람직한 일이다. 따라서 외화의 보유량은 될수록 적게 하고 더욱이 수지의 불균형에 충분히 대처할 수 있는 관점에서 그 규모가 결정되어야 한다. 그러나 현재 그 나라의 경제를 중심으로 적정하다고 생각되는 외화 보유량을 산정하는 이론적인 기준이 거의 없다. 일국의 연간 총수입액에 대한 외화 준비율은 일반적으로 대체로 35% 전후라고 말하고 있다. 그러나 수지의 일시적 불균형이 크다 해도 IMF 등의 국제금융기관으로부터의 차입이나, 과잉된 국제 유동성 준비를 가지고 있는 나라로부터의 단기차관 등이 용이하거나 환금성(換金性)·유동성이 높은 외국 단기증권이나 콜론 등 제2선 준비가 풍부하거나 하면 그만큼 제1선 준비는 적어도 되며, 각국이 취하는 반경기 정책의 강화에 따라서 순환의 진폭과 주기가 작아지면 경기 변동 준비로서의 외화는 그만큼 적어도 될 것이다. 반대로 불균형의 갭이 상대적으로 그만큼 크지 않아도 무역거래 규모의 확대에 수반하여 갭의 절대량이 커지면 그만큼 많은 준비량이 필요한 것이며, 불균형량의 시계열치(時系列値)가 불안정하면 그 만큼 보유되는 외화 준비의 양도 불안정하게 된다고 하는 식으로, 얼마만큼을 가지고 적정이라 하느냐를 이론적으로 결정하는 것은 대단히 곤란하다.

## 같이 보기
- 경상수지
- 무역수지
- 자본수지

- 이 문서에는 다음커뮤니케이션(현 카카오)에서 GFDL 또는 CC-SA 라이선스로 배포한 글로벌 세계대백과사전의 내용을 기초로 작성된 글이 포함되어 있습니다.